# Groźny (pociąg pancerny)
Pociąg Pancerny „Groźny” (Pociąg Pancerny Nr 22, 4 i 54) – pociąg pancerny Wojska Polskiego II RP. Pociąg brał udział w obronie Śląska, stoczył 15 walk z jednostkami niemieckimi, zadał znaczące straty wrogowi i powstrzymał bądź opóźnił jego postępy na przydzielonych mu odcinkach. Został opuszczony i zniszczony przez załogę 7 września w Tarnowie na skutek niemożliwości dalszej walki i odwrotu* .

## Historia
Szef Sztabu Generalnego Wojska Polskiego, generał Stanisław Szeptycki swoim rozkazem nr 80 z 27 grudnia 1918 nakazał sformować w Warszawie pociągi pancerne od Nr 11 do Nr 15 włącznie, w następującym składzie: jednej lory, trzech wozów armowanych, dwóch wozów dystansowych oraz dwóch osobowych. Blachą pancerzono jedynie stanowiska maszynisty na lokomotywach, wozy bojowe zrobione ze zwykłych otwartych platform, których boczne ściany obłożone były workami z piaskiem. Wśród nich był też, powstały na bazie przejętego niemieckiego taboru kolejowego, P.P. 15 „Groźny". Od 1928 był na składzie 2 dywizjonu pociągów pancernych w Niepołomicach. Zmobilizowany w dniach 2–5 maja 1939, stacjonował na stacji Krzeszowice, gdzie zastał go wybuch wojny.
W czasie kampanii wrześniowej pociąg przydzielony został do Grupy Operacyjnej „Śląsk” przy Armii „Kraków”. W ramach Grup Operacyjnych „Śląsk„ i „Jagmin” brał udział w obronie Górnego Śląska, kursował na linii Wyry – Tychy – Kobiór, gdzie trwała bitwa, jedna z największych na terenie obecnego województwa śląskiego; ewakuował rannych i skutecznie ostrzeliwał pozycje wroga, w wyniku czego kilka razy oddziały niemieckie musiały się wycofywać z lasu wyrsko-żwakowskiego; zadał znaczne szkody nacierającym Niemcom zwłaszcza w okolicach Tychów. Podczas bitwy pociąg był kilkakrotnie bombardowany, ale nie został trafiony bombami. Zapasy uzupełniał w składzie amunicji w Katowicach-Ligocie. Około godziny 17.00–18.00, 2 września, na punkcie obserwacyjnym podczas patrolu na tankietce TK na polach wyrskich, zginął dowódca, kpt. Jan Rybczyński.
3 września GO „Śląsk”, mimo skutecznej obrony swoich pozycji, otrzymał rozkaz odwrotu (był to skutek klęski pod Pszczyną). Groźny opuścił Tychy i wycofał się do Szczakowej.
4 września pociąg osłaniał prawe skrzydło GO „Śląsk”. Po ewakuacji z terenów Górnego Śląska, pociąg operował na kierunku na Tunel, potem wycofał się do Krakowa; załoga napotkała lekkie jednostki nieprzyjaciela, nie mogła nawiązać kontaktu z jednostkami polskimi – nawet Dworzec Główny w Krakowie był opuszczony; w końcu nawiązano łączność wieczorem 5 września i wycofał się do Płaszowa, Podłęża (tuż przed wysadzeniem wiaduktu) i Brzeska.
Wieczorem 6 września pociąg otrzymał rozkaz wycofania się do Rzeszowa przez Tarnów. Rankiem 7 września pociąg dotarł do Biadolin; następnie dotarł do Tarnowa, gdzie odkryto zniszczony most. Zwiadowcy meldowali o podchodzących jednostkach niemieckich Odcięty od głównych sił polskich, pozbawiony osłony piechoty, z niewielkimi zapasami amunicji, pociąg został zniszczony przez załogę. Załoga podzieliła się na kilka grup: jedni przekroczyli granicę rumuńską, inni walczyli w obronie Lwowa, inni dołączyli do Samodzielnej Grupy Operacyjnej „Polesie” i walczyli aż do jej kapitulacji 6 października.
Ocalałe wagony pancerne, Niemcy wykorzystali do swoich celów.

## Załoga
Dowódcy pociągu
- por. piech. Jan Werakso (1920)

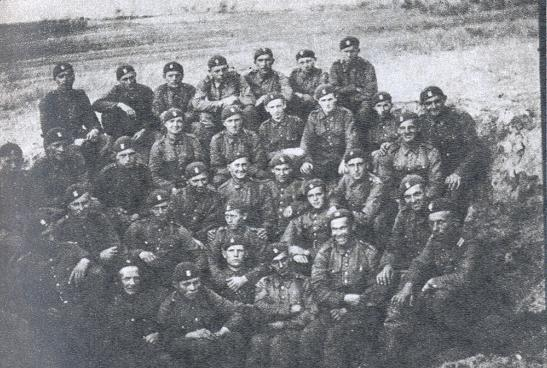
Pluton ogniowy Groznego na poligonie

- por. / kpt. art. Tomasz Kuśmierek (XII 1920 – 10 I 1924)
- kpt. br. panc. Jan I Rybczyński (do †2 IX 1939)[4][a]
- kpt. br. panc. Józef Kulesza (od 2 IX 1939)[4][b]

Załoga w 1920
- dowódca pociągu – por. piech. Jan Werakso
- ppor. art. Tomasz Kuśmierek
- ppor. piech. Stanisław Koziar
- ppor. Stanisław Schwarc (Szwarc)
- kpr. Ludwik Paśko
- kpr. Michał Grabski
- st. szer. Romuald Werakso
- st. szer. Franciszek Wołowski

Załoga we wrześniu 1939
Obsada personalna
- dowódca pociągu – kpt. br. panc. Jan I Rybczyński
- zastępca dowódcy pociągu – kpt. br. panc. Józef Kulesza
- dowódca plutonu technicznego – por. rez. Józef Lipka (zaginął w niewoli)
- dowódca plutonu drezyn – pchor. Bohdan Świderski[15]

## Skład pociągu
- parowóz opancerzony Ti3 nr 4 z tendrem 12C1 nr 427[16],
- wagon szturmowy nr 631550 zaopatrzony w radiostację RKDP/P [16],
- 1 wagon artyleryjski czteroosiowy typu "iżorski" nr 460025 uzbrojony w 2 armaty wz. 02/26 [16],
- 1 wagon artyleryjski czteroosiowy typu "iżorski" nr 460012 uzbrojony w 1 haubicę wz. 14/19A i 1 armatę wz. 02/26 [16],
- 2 lub 3 platformy Pdks na końcach składu [16],
- pluton drezyn z dwoma zestawami wyposażony w 2 czołgi Renault FT oraz 5 tankietek TKS.

## Uzbrojenie
Pociąg był uzbrojony w 3 armaty wz. 02/26 i 1 haubicę wz. 14/19A, a także wyposażony w 2 czołgi Renault FT oraz 5 Tankietek TKS (dla czołgów w składzie pociągu były 2 prowadnice szynowe średnie i 4 lekkie). Broń maszynowa pociągu: 15 ckm wz. 08 w wagonach pancernych, 1 ckm wz. 08 i 1 ckm wz. 25 w składzie gospodarczym, 5 ckm wz. 25 w czołgach rozpoznawczych – razem 22 ckm (Krawczak i Odziemkowski podają 18 ckm-ów. Inne uzbrojenie: 2 armatki czołgowe wz. 18 kalibru 37 mm. Uzbrojenie indywidualne załogi składu bojowego i składu gospodarczego: 67 kbk z bagnetem, 113 pistoletów, 115 bagnetów (tzw. luźnych). Ponadto w plutonie wypadowym były 2 rkm wz. 28 i 1 rkm w załodze zapasowej.

## Odznaka pamiątkowa
Odznaka pamiątkowa tłoczona ze srebrnej oksydowanej blachy, o rysunku wyraźnym i dokładnym cyzelowaniu. Przedstawia orła w koronie ze złożonymi skrzydłami do góry i zawiniętymi ku głowie. Na wysokości połowy orła tarcza heraldyczna z 16 gwoździami. Na tarczy dwie skrzyżowane lufy armatnie, a pod nimi znak kolejowy – skrzydła obustronnie wkomponowane w środek koła pociągu. Wymiary: 28×43 mm, grubość blachy 0,8 mm. Odznaka noszona na śrubie.